# Oresbia heterocarpa
Oresbia heterocarpa là một loài thực vật có hoa trong họ Cúc. Loài này được Cron & B.Nord. mô tả khoa học đầu tiên năm 2006.